# Ciąg zbiorów
Ciąg zbiorów – ciąg, którego elementami są zbiory; dokładniej: podzbiory pewnej przestrzeni. Podobnie jak dla ciągów liczbowych możliwe jest określenie granic dolnej i górnej, a przez to zbieżności.
Jeżeli każdy kolejny element ciągu zawiera się w poprzednim, ciąg nazywa się zstępującym lub nierosnącym; jeżeli każdy kolejny element ciągu zawiera poprzedni, ciąg nazywa się wstępującym bądź niemalejącym; ciąg, który jest zstępujący lub wstępujący (nierosnący lub niemalejący) nazywa się monotonicznym (por. warunki nakładane na łańcuchy, tutaj: podzbiorów).

## Zbieżność
Niech dany będzie ciąg podzbiorów {\displaystyle (A_{n})_{n\in \mathbb {N} }} ustalonego zbioru {\displaystyle X} nazywanego dalej przestrzenią. Zbiory dane wzorami
{\displaystyle \liminf _{n\in \mathbb {N} }A_{n}=\bigcup _{m\in \mathbb {N} }\;\bigcap _{n>m}\;A_{n}\quad {\text{ oraz }}\quad \limsup _{n\in \mathbb {N} }A_{n}=\bigcap _{m\in \mathbb {N} }\;\bigcup _{n>m}\;A_{n}}
nazywa się odpowiednio granicą dolną i granicą górną ciągu {\displaystyle (A_{n})_{n};} jeżeli
{\displaystyle \liminf _{n\in \mathbb {N} }A_{n}=\limsup _{n\in \mathbb {N} }A_{n},}
to ciąg {\displaystyle (A_{n})_{n}} nazywa się zbieżnym, a zbiór wyznaczony przez tę równość nazywa się granicą tego ciągu i zapisuje {\displaystyle \lim _{n\in \mathbb {N} }A_{n}.}

## Własności
Zamiast napisu {\displaystyle n\in \mathbb {N} } (liczby naturalne bez zera) pod symbolami granic stosuje się również {\displaystyle n\to \infty ;} niżej, dla przejrzystości, oznaczenia {\displaystyle n\in \mathbb {N} } będą pomijane, o ile nie doprowadzi to do nieporozumień.
Dla dowolnego ciągu {\displaystyle (A_{n})} następujące warunki są równoważne:
- ciąg {\displaystyle A_{n}} jest zbieżny do {\displaystyle A,}
{\displaystyle \lim A_{n}=A;}
- ciąg różnic symetrycznych {\displaystyle A_{n}} oraz {\displaystyle A} jest zbieżny do zbioru pustego {\displaystyle \varnothing ,}
{\displaystyle \lim \left(A_{n}\triangle A\right)=\varnothing ;}
- ciąg funkcji charakterystycznych zbiorów {\displaystyle A_{n}} jest zbieżny punktowo na całej przestrzeni {\displaystyle X} do funkcji charakterystycznej zbioru {\displaystyle A,}
{\displaystyle \lim \chi _{A_{n}}(x)=\chi _{A}(x)\quad \mathrm {\ dla\ ka{\dot {z}}dego\ } x\in X.}

Dodatkowo dla {\displaystyle I} przebiegającego wszystkie nieskończone podzbiory liczb naturalnych zachodzi
{\displaystyle \limsup A_{n}=\bigcap _{I}\;\bigcup _{i\in I}\;A_{i},}
z kolei dla {\displaystyle I} przebiegającego wszystkie podzbiory liczb naturalnych o dopełnieniu skończonym jest
{\displaystyle \liminf A_{n}=\bigcup _{I}\;\bigcap _{i\in I}\;A_{i},}
a ponadto
{\displaystyle \liminf A_{n}\subseteq \limsup A_{n},}
a więc sprawdzając zbieżność, wygodnie jest niekiedy ograniczyć się do badania {\displaystyle \liminf A_{n}.}
Element {\displaystyle x\in \limsup A_{n}} wtedy i tylko wtedy, gdy {\displaystyle x\in A_{n}} dla nieskończenie wielu wartości {\displaystyle n}; z kolei {\displaystyle x\in \liminf A_{n}} wtedy i tylko wtedy, gdy {\displaystyle x\in A_{n}} dla wszystkich poza skończenie wieloma wartościami {\displaystyle n}; innymi słowy
{\displaystyle \liminf A_{n}=\left\{\sum \chi _{A_{n}^{\mathrm {c} }}<\infty \right\}\quad {\text{ oraz }}\quad \limsup A_{n}=\left\{\sum \chi _{A_{n}}=\infty \right\},}
a ponadto {\displaystyle (\liminf A_{n})^{\mathrm {c} }=\limsup A_{n}^{\mathrm {c} }} oraz {\displaystyle (\limsup A_{n})^{\mathrm {c} }=\liminf A_{n}^{\mathrm {c} }}, gdzie {\displaystyle A^{\mathrm {c} }} oznacza dopełnienie zbioru {\displaystyle A.}

Ciąg {\displaystyle (A_{n})} nazywa się nierosnącym lub zstępującym, jeżeli {\displaystyle A_{n+1}\subseteq A_{n}} oraz niemalejącym bądź wstępującym, jeżeli {\displaystyle A_{n}\subseteq A_{n+1}} dla każdego {\displaystyle n\in \mathbb {N} .} O takich ciągach mówi się zbiorczo: monotoniczne i jako takie są one zbieżne, przy czym jeśli {\displaystyle (A_{n})} jest nierosnący (zstępujący), to
{\displaystyle \lim A_{n}=\bigcap A_{n},}
a jeżeli {\displaystyle (A_{n})} jest niemalejący (wstępujący), to
{\displaystyle \lim A_{n}=\bigcup A_{n}.}

## Zastosowania
Niżej {\displaystyle X} oznacza pewną przestrzeń probabilistyczną (bądź ogólniej: przestrzeń mierzalną z ustaloną miarą), a zbiory {\displaystyle A_{n}} będą zdarzeniami losowymi (albo po prostu zbiorami mierzalnymi).
Granice {\displaystyle \limsup A_{n}} oraz {\displaystyle \liminf A_{n}} można uważać za „te zdarzenia {\displaystyle A_{n},} które zachodzą nieskończenie często” oraz „te zdarzenia {\displaystyle A_{n},} które w końcu będą zawsze zachodzić”; zawieranie {\displaystyle \liminf A_{n}\subseteq \limsup A_{n}} oznacza więc, że „zdarzenia {\displaystyle A_{n},} które ostatecznie zawsze zajdą, zachodzą nieskończenie często”, skąd granicę {\displaystyle \lim A_{n}} można rozumieć jako żądanie, by „te ze zdarzeń {\displaystyle A_{n},} które zachodzą nieskończenie często, ostatecznie zawsze zachodziły”.
Twierdzenie o ciągłości
Jeżeli ciąg {\displaystyle A_{n}} jest monotoniczny, to prawdopodobieństwo tych ze zdarzeń z {\displaystyle A_{n},} które ostatecznie zajdą jest równe granicy prawdopodobieństw {\displaystyle A_{n}}, tzn.
{\displaystyle \mathbb {P} (\lim A_{n})=\lim \mathbb {P} (A_{n}).}
Lematy Borela-Cantellego
Jeżeli {\displaystyle \textstyle \sum \mathbb {P} (A_{n})<\infty ,} to {\displaystyle \mathbb {P} \left(\limsup A_{n}\right)=0.} Z drugiej strony, jeżeli {\displaystyle \textstyle \sum \mathbb {P} (A_{n})=\infty }  dla zdarzeń niezależnych(!), to {\displaystyle \mathbb {P} (\limsup A_{n})=1.}
Korzystając z podanych intuicji lematy Borela-Cantellego, można rozumieć w następujący sposób: „jeżeli suma prawdopodobieństw zdarzeń {\displaystyle A_{n}} jest skończona, to prawie na pewno nie przytrafią się zdarzenia, które zachodzą nieskończenie często, tzn. prawie na pewno zajdzie skończenie wiele spośród zdarzeń {\displaystyle A_{n}}” oraz „jeżeli suma prawdopodobieństw niezależnych zdarzeń {\displaystyle A_{n}} jest nieskończona, to prawie na pewno mają miejsce zdarzenia zachodzące nieskończenie często” (gdzie przez „sumę” rozumie się „sumę nieskończoną”, czyli szereg); przypadkiem szczególnym drugiego z lematów jest twierdzenie o nieskończonej liczbie małp.
Klasa monotoniczna i λ-układ
Klasa monotoniczna to rodzina zdarzeń {\displaystyle A_{n},} która zawiera wszystkie granice ciągów monotonicznych tej rodziny. Każde σ-ciało zdarzeń jest klasą monotoniczną, zaś każde ciało zdarzeń będące klasą monotoniczną jest ich σ-ciałem. λ-układ to z kolei rodzina zdarzeń {\displaystyle A_{n},} do której należy {\displaystyle X,} jeżeli zdarzenie {\displaystyle A} pociąga {\displaystyle B,} to rodzina zawiera różnicę zdarzeń {\displaystyle A} oraz {\displaystyle B} (zdarzenie przeciwne do {\displaystyle B} względem {\displaystyle A}) oraz zawiera granice wstępujących ciągów zdarzeń należących do tej rodziny. Każdy λ-układ będący zarazem π-układem (rodziną zawierającą skończone koniunkcje należących do niej zdarzeń) jest σ-ciałem, o czym mówi lemat o π- i λ-układach.
Twierdzenia Carathéodory’ego i Hahna-Kołmogorowa
Niech {\displaystyle P} będzie nieujemną i skończenie addytywną funkcją na pewnym ciele {\displaystyle {\mathfrak {M}}} określonym na przestrzeni {\displaystyle X} (oraz {\displaystyle P(X)=1}). Jeśli zachodzi warunek
gdy {\displaystyle A_{n}} jest ciągiem wstępującym elementów {\displaystyle {\mathfrak {M}},} przy czym {\displaystyle \lim A_{n}=A\in {\mathfrak {M}}} (np. gdy {\displaystyle {\mathfrak {M}}} jest również klasą monotoniczną), wtedy {\displaystyle \lim P(A_{n})=P(\lim A_{n})=P(A),}
to {\displaystyle P} przedłuża się w jednoznaczny sposób do prawdopodobieństwa {\displaystyle \mathbb {P} } na σ-ciele generowanym przez {\displaystyle {\mathfrak {M}}.}
Równoważnie można żądać, by {\displaystyle A_{n}} był ciągiem zstępującym na {\displaystyle {\mathfrak {M}}} oraz {\displaystyle \lim A_{n}=\varnothing \in {\mathfrak {M}},} kiedy to {\displaystyle \lim P(A_{n})=P(\lim A_{n})=P(\varnothing )=0} z tymi samymi założeniami i tezą dotyczącymi {\displaystyle P.}
W topologii ciągi zbiorów zstępujących służą charakteryzacji metryzowalnych przestrzeni zwartych i metrycznych przestrzeni zupełnych (zob. twierdzenie Cantora o zupełności).